# Иодат радия
Иодат радия — неорганическое соединение, соль металла радия и иодноватой кислоты с формулой Ra(IO3)2, бесцветные кристаллы, плохо растворимые в воде.

## Получение
- Иодат радия получают реакцией растворимой соли радия и иодноватой кислоты:

{\displaystyle {\mathsf {RaCl_{2}+2HIO_{3}\ {\xrightarrow {}}\ Ra(IO_{3})_{2}\downarrow +2HCl}}}

## Физические свойства
Иодат радия образует бесцветные кристаллы.
Плохо растворяется в воде.